# .cue
Pour les articles homonymes, voir cue.

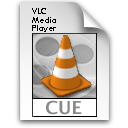
Icône VLC d’un fichier cue.

Un fichier cue sheet est un fichier texte ayant l’extension .cue et contenant les métadonnées d’une image CD ou DVD.
Il accompagne souvent un fichier .bin, .flac ou .ape car ces formats ne permettent pas un découpage en pistes.
Il accompagne souvent aussi un fichier audio correspondant à un enregistrement non-stop tel qu'un mix ou enregistrement en concert, permettant ainsi d'accéder aux différentes parties de l'enregistrement.

## Syntaxe d'un fichiercue sheet

### Syntaxe générale
… pour un fichier audio par exemple :
TITLE
Placé au début du fichier : titre de l’ensemble.
Placé après l’attribut TRACK : titre de la piste (TRACK) correspondante.
PERFORMER
Placé au début du fichier : artiste ou créateur de l’ensemble.
Placé après l’attribut TRACK : artiste ou créateur de la piste (TRACK) correspondante.
FILE
Nom du fichier contenant les données.
TRACK
Décrit une piste en fournissant son numéro d’ordre et son type. Les lignes qui suivent (INDEX, TITLE ou PERFORMER) fournissent des informations sur cette piste et peuvent être placées dans n’importe quel ordre.
INDEX
Indique le début d’une piste (TRACK) dans le fichier de données selon le format MM:SS:FR (minute-second-frame) (par exemple, 04:18:63 = 4 minutes, 18 seconds, 63 frames). La valeur du champ frame CDDA dans une cue sheet ne peut dépasser 74. En effet, 75 frames = 1 seconde, et *04:18:75 s'écrit 04:19:00

### Syntaxe pour un fichier binaire
Si le fichier associé est un fichier binaire, il suffit d’utiliser la syntaxe :
FILE "nom_du_fichier_binaire.bin" BINARY 
TRACK 1 MODE1/2352 
INDEX 1 00:00:00 